# Sennariolo
Sennariolo település Olaszországban, Szardínia régióban, Oristano megyében. Lakosainak száma 156 fő (2023. január 1.). Sennariolo Cuglieri, Flussio, Scano di Montiferro és Tresnuraghes községekkel határos.

## Népesség
A település lakossága az elmúlt években az alábbi módon változott:
| Lakosok száma | 188  | 186  | 156  |
|               | 2017 | 2018 | 2023 |